# 穆罕默德·布尔汉丁王子
穆罕默德·布尔汉丁王子（土耳其語：Mehmed Burhaneddin Efendi；1885年12月19日—1949年6月5日），是奥斯曼帝国苏丹阿卜杜勒-哈米德二世的第四子，爱好作曲、绘画、演奏小提琴，帝国解体后随家族流亡海外。